# Filia Uniwersytetu Zielonogórskiego w Sulechowie
Filia Uniwersytetu Zielonogórskiego w Sulechowie – powstała 1 października 2019. Wcześniej istniała jako Wydział Zamiejscowy w Sulechowie Uniwersytetu Zielonogórskiego, który to powstał 1 września 2017 roku w wyniku włączenia w struktury Uniwersytetu Zielonogórskiego Państwowej Wyższej Szkoły Zawodowej w Sulechowie.

## Kierunki kształcenia
Dostępne kierunki:
- Administracja
- Energetyka
- Ogrodnictwo
- Technologia żywności i żywienie człowieka
- Turystyka i rekreacja
- Żywienie człowieka i dietoterapia

## Władze Wydziału
W kadencji 2020–2024:
| Stanowisko | Imię i nazwisko           |
| ---------- | ------------------------- |
| Dziekan    | dr inż. Julian Jakubowski |
| Prodziekan | dr Monika Kaczurak-Kozak  |

## Struktura organizacyjna
| Katedra                                   | Kierownik                       |
| ----------------------------------------- | ------------------------------- |
| Katedra Administracji                     | dr Andrzej Łączak               |
| Katedra Energetyki                        | prof. dr hab. inż. Marian Miłek |
| Katedra Turystyki i Rekreacji             | dr Agnieszka Gandecka           |
| Katedra Żywienia Człowieka i Dietoterapii | dr hab. Mariusz Kasprzak        |